# Ensign, Kansas
Ensign är en ort i Gray County i Kansas. Vid 2010 års folkräkning hade Ensign 187 invånare.